# Kijowiec (Grande-Pologne)
Pour les articles homonymes, voir Kijowiec.
Kijowiec (prononciation : [kiˈjɔvjɛt͡s]) est un village polonais de la gmina de Ślesin dans le powiat de Konin de la voïvodie de Grande-Pologne dans le centre-ouest de la Pologne.
Il se situe à environ 8 kilomètres au nord de Ślesin (siège de la gmina), à 25 kilomètres au nord de Konin (siège du powiat) et à 96 kilomètres à l'est de Poznań (capitale régionale).

## Histoire
De 1975 à 1998, le village faisait partie du territoire de la voïvodie de Konin.

Depuis 1999, Kijowiec est situé dans la voïvodie de Grande-Pologne.